# François Yver
François Yver, Yvert ou d'Hyvert est un ecclésiastique qui fut évêque de Luçon de 1599 à 1605.

## Biographie
François Yver, curé de Braye, est issu d'une famille très dévouée aux Du Plessis. Il obtient l'évêché en 1599  uniquement à titre de  fidéicommis ou confidentiaire et sans être consacré, entre la mort de Jacques du Plessis de Richelieu et l'accession à l'épiscopat de son petit-neveu Alphonse qui se démet d'ailleurs lui-même de cette charge dès 1605. On ignore ce qu'il advient ensuite de lui.